# Friedrich Rupstein
Friedrich Rupstein (* 3. September 1794 in Wunstorf; † 7. Oktober 1876 in Hannover; vollständiger Name Johann Georg Friedrich Rupstein) war Theologe und langjähriger Abt des Klosters Loccum.

## Leben
Rupstein war der Sohn des Bürgermeisters von Wunstorf, der jedoch bald nach Friedrichs Geburt starb, so dass sein Sohn bei Verwandten aufwachsen musste.
Nach dem Theologie-Studium in Göttingen (1813–1816) besuchte Rupstein bis 1819 das hannoversche Predigerseminar und wurde 1820 Kaplan. Da es kaum Anwärter für die Nachfolge des 1829 verstorbenen Abt des Klosters, Johann Christoph Salfeld, gab, wurde der junge Rupstein 1832 einstimmig zum Abt gewählt. Er leitete das Kloster bis zu seinem Tod 1876 und war in dieser Funktion außerdem der höchstrangige Geistliche der lutherischen Landeskirche Hannovers. Als Oberkonsistorialrat war Rupstein lange Zeit mit der Kirchenreform im Königreich Hannover befasst.

## Rupsteinstraße
Die 1929 im hannoverschen Stadtteil Kleefeld angelegte Rupsteinstraße, die von der Kirchröder Straße zur Senator-Bauer-Straße führt, ehrt den Loccumer Abt seitdem durch ihre Namensgebung.

## Schriften
- Auswahl von Predigten in der Königlichen Schlosskirche zu Hannover gehalten, 1832[1]